# Медаља Пјера де Кубертена
Медаља Пјера де Кубертена (такође позната као и Де Кубертенова медаља или Медаља истинског спортског духа) је посебно одликовање које додељује Међународни олимпијски комитет оним спортистима, бившим спортистима, промотерима спорта, спортским званичницима и другима који утеловљују спортски дух на Олимпијским играма или за личне заслуге за олимпијски покрет.
Медаља је инаугурисана 1964, и именована у част Пјера де Кубертена, оснивача Међународног олимпијског комитета. Према Олимпијском музеју ”то је једна од највиших почасти које могу додељене олимпијском спортисти.”

## Примаоци
| #   | Спортиста                            | Држава       | Такмичење                                                                                                 | Датум                         | Место                              |
| --- | ------------------------------------ | ------------ | --- | ----------------------------- | ---------------------------------- |
| 1.  | Луц Лонг                             | Немачка      | Летње олимпијске игре 1936.                                                                               | 1964. (постхумно)             | Берлин, Немачка                    |
| 2.  | Еухенио Монти                        | Италија      | Зимске олимпијске игре 1964.                                                                              | 1964.                         | Инзбрук, Аустрија                  |
| 3.  | Карл Хајнц Кле                       | Аустрија     | Зимске олимпијске игре 1976.                                                                              | фебруар 1977.                 | Инзбрук, Аустрија                  |
| 4.  | Франц Јонас                          | Аустрија     | – | јул 1969.                     | Беч, Аустрија                      |
| 5.  | Лоренс Лемју                         | Канада       | Летње олимпијске игре 1988.                                                                               | септембар 1988.               | Сеул, Јужна Кореја                 |
| 6.  | Џастин Харли Макдоналд               | Аустралија   | Зимске олимпијске игре 1994.                                                                              | 1994.                         | Лилехамер, Норвешка                |
| 7.  | Рејмонд Гафнер                       | Швајцарска   | – | 1999.                         | –                                  |
| 8.  | Емил Затопек                         | Чехословачка | Летње олимпијске игре 1952.                                                                               | 6. децембар 2000. (постхумно) | Хелсинки, Финска                   |
| 9.  | Спенсер Елс                          | САД          | Зимске олимпијске игре 2002.                                                                              | фебруар 2002.                 | Солт Лејк Сити, Јута, САД          |
| 10. | Тана Умага                           | Нови Зеланд  | Пробна утакмица у рагбију, 2003.                                                                          | јун 2003.                     | Кардиф, Велс, Уједињено Краљевство |
| 11. | Вандерлеј де Лима                    | Бразил       | Летње олимпијске игре 2004.                                                                               | 29. август 2004.              | Атина, Грчка                       |
| 12. | Елена Белова                         | Белорусија   | XI. Међународни научни конгрес 2007.                                                                      | 17. мај 2007.                 | Минск, Белорусија                  |
| 13. | Шаул Адани                           | Израел       | "необично истакнута спортска достигнућа у периоду од преко четири деценије"                               | 17. мај 2007.                 | Минск, Белорусија                  |
| 14. | Петар Цупаћ Иван Булаја Павле Костов | Хрватска     | Летње олимпијске игре 2008.                                                                               | 18. новембар 2008.            | Пекинг, Кина                       |
| 15. | Роналд Харви                         | Аустралија   | – | 2. април 2009.                | –                                  |
| 16. | Ричард Гарно                         | Канада       | Зимске олимпијске игре 2014.                                                                              | 6. фебруар 2014. (постхумно)  | Сочи, Rusija                       |
| 17. | Мајкл Хванг                          | Сингапур     | Азијске игре 2014.                                                                                        | 14. октобар 2014.             | Инчон, Јужна Кореја                |
| 18. | Ники Хамблин                         | Нови Зеланд  | Летње олимпијске игре 2016.                                                                               | 20. август 2016.              | Рио де Жанеиро, Бразил             |
| 19. | Лу Јуњие                             | Кина         | Зиша уметник                                                                                              | 20. јануар 2018.              | Лозана, Швајцарска                 |
| 12. | Хан Меилин                           | Кина         | кинески уметник, данас највише познат као аутор пет Фуфа лутака за Летње олимпијске игре 2008. у Пекингу. | 24. април 2018.               | Лозана, Швајцарска                 |